# Stea eruptivă
O stea eruptivă este o stea variabilă care poate manifesta o creștere a luminozității spectaculoasă cât și imprevizibilă, de o durată foarte variabilă, câteva minute sau câteva ore. Întregul spectru crește în intensitate, de la razele X la undele radio.
Stelele eruptive sunt mici pitice roșii, deși cercetările recente indică faptul că piticele cenușii pot și ele să fie capabile de erupții.
Primele stele de acest tip (V1396 Cygni și Lacaille 8760) au fost descoperite în 1924. Cea mai cunoscută este totuși  UV Ceti descoperită în 1948, iar astăzi stelele eruptive sunt denumite uneori variabile UV Ceti.
Cea mai apropiată vecină a Soarelui, Proxima Centauri, este o stea eruptivă, ca și o altă vecină Wolf 359. Tot așa, Steaua lui Barnard, a doua cea mai apropiată stea, ar putea și ea să fie o stea eruptivă. Fiind atât de mici, toate stelele variabile eruptive cunoscute se află pe o rază de 60 de ani-lumină de Terra.
Se crede că erupțiile acestor stele sunt analoage erupțiilor solare.